# Anthony Davidson
Anthony Davidson (n. 18 aprilie 1979) este un pilot britanic de curse auto, fost pilot de Formula 1.

## Cariera

### Înainte de Formula 1
Davidson și-a făcut debutul în karting în 1987, concurând în diverse competiții. În 1994 a devenit campion de junior al Marii Britanii la karting, repetând performanța în 1995, iar în 1996 a fost vicecampion european la karting, de această dată la seniori.
Cel mai bun sezon al său în karting a fost 1997 când a devenit campion asiatic și a terminat pe locul secund în campioantul Oceaniei. În 1998 a terminat pe locul trei în campioantul nord-american, înainte de a-și face debutul în Formula Ford în 1999, an în care a participat pentru ultima dată în karting, reușind locul secund în campioantul național al Italiei.
Performanțele bune din karting au continuat și în 1999, când a câștigat seria de iarnă a acestui campionat dar și Festivalul de Formula Ford de la Brands Hatch.
În 2000 ocupă locul secund în Formula Ford, câștigând pentru a doua oară succesiv Festivalul Formula Ford. La finalul anului este premiat de McLaren și Autosport, fiindu-i decernat titlul de "Cel mai bun tânar pilot al anului", titlu care i-a dat dreptul unui test cu un bolid de Formula 1 McLaren.
În 2001 promovează în Formula 3, campioantul britanic, acolo unde termină sezonul pe locul secund, după colegul său de echipă, japonezul Takuma Sato. Davidson s-a revanșat în campioantul european pe care l-a câștigat. O altă victorie importantă a venit în Marele Premiu de Formula 3 de la Pau.

### În Formula 1
În 2002 este cooptat de echipa BAR ca și pilot de teste, dar în Marele Premiu al Ungariei își face debutul în Formula 1, concurând pentru Minardi. După ce a concurat cu aceeași echipă și în Belgia, s-a întors la sarcina sa de la BAR pe care a îndeplinit-o cu brio până în 2005 când l-a înlocuit pentru o cursă pe Takuma Sato.
În 2006 a semnat un contract de pilot de teste cu Honda F1, dar părăsește echipa după un singur an pentru a semna cu Super Aguri.

## Cariera în Formula 1
| Sezon | Echipă                            | Număr puncte | Loc clasament general |
| ----- | --------------------------------- | ------------ | --------------------- |
| 2001  | Lucky Strike BAR Honda            | Pilot teste  | -                     |
| 2002  | Go KL Minardi Asiatech            | 0            | -                     |
| 2003  | Lucky Strike BAR Honda            | Pilot teste  | -                     |
| 2004  | Lucky Strike BAR Honda            | Pilot teste  | -                     |
| 2005  | Lucky Strike BAR Honda            | 0            | -                     |
| 2006  | Lucky Strike Honda Racing F1 Team | Pilot teste  | -                     |
| 2007  | Super Aguri F1 Team               | 0            | -                     |
| 2008  | Super Aguri F1                    | 0            | -                     |
| 2009  | Brawn GP F1 Team                  | Pilot teste  | -                     |
| 2011  | Mercedes GP Petronas F1 Team      | Pilot teste  | -                     |
| 2013  | Mercedes AMG Petronas F1 Team     | Pilot teste  | -                     |